# Střelba ve škole v Brjansku
Ke střelbě na škole v ruském Brjansku došlo 7. prosince 2023. Jedna dívka byla zabita, pět dalších studentů zraněno. Střelkyní byla 14letá Alina Afanaskina, která poté spáchala sebevraždu.

## Střelba
Zprávu o střelbě na Gymnáziu č. 5 v Brjansku přijal městský dispečink v 9:15 moskevského času.
„Podle předběžných informací jeden ze studentů přinesl do budovy tělocvičny střelnou zbraň a vypálil několik výstřelů,“ uvedlo ministerstvo vnitra Ruské federace. Ke střelbě došlo v učebně biologie ve čtvrtém patře. Dívka použila loveckou pušku Bekas-3 patřící jejímu otci. Později vyšlo najevo, že u sebe měla i lovecký nůž.
V důsledku události zemřela jedna dívka a pachatelka, dalších pět osob bylo zraněno. Stav jednoho ze zraněných byl vyhodnocen jako vážný, další čtyři byli zraněni středně těžce. Zbývající studenti byli urychleně evakuováni a posláni domů.
Čtrnáctiletá Alina měla dvojče, sestru, která byla v době incidentu také ve třídě. Do školy přišly společně, ale podle vyšetřovatelů o jejích plánech sestra možná nevěděla.

## Vyšetřování
Alina Afanaskina byla od základní školy šikanována, se studenty na škole v Brjansku měla konflikty.
Otec útočnice byl zadržen. Podle trestního zákoníku Ruské federace mu hrozí nápravné práce až na dva roky, nebo veřejně prospěšné práce až na 480 hodin, nebo odnětí svobody až na dva roky. Později byl vzat do vazby a bylo proti němu zahájeno trestní řízení.
Dne 9. prosince 2023 byla zadržena Larisa Katolikova, zástupkyně ředitele gymnázia. Katolikova byla obviněna z nedbalosti, která měla za následek smrt dvou nebo více osob.